# María de Nazareth (Serie de Televisión)
María de Nazareth es una miniserie hispano-italiana producida por Mediaset, en colaboración directa con la productora italiana Lux Vide y la alemana Beta Film. La historia, está basada en los Evangelios sinópticos de Mateo, Lucas, y Marcos centrándose en la imagen de María, madre de Jesús en cuya vida se cruza la de la joven judía María Magdalena.

## Descripción general
La miniserie narra la historia de dos mujeres unidas por su amor a Jesucristo, en una sola narrativa dividida en dos partes de tres horas y veinte minutos. Una historia inspirada en la biblia sobre la vida de María de Nazareth, y la de María Magdalena. La serie se compone de las siguientes historias más conocidas cómo: la Anunciación a María, y el nacimiento, la muerte, y la posterior resurrección de Jesús. Tres horas y veinte pertenecen al final del Antiguo Testamento, y otras tres horas y veinte pertenecen al Nuevo Testamento, pero todas sus narraciones e historias van desde el punto de vista de María de Nazareth, y de María Magdalena, mostrando el amor de una madre, y el amor leal de mujer agradecida con su Redentor.

## Producción
Las productoras de la misma anunciaron en una rueda de prensa en Roma que estrenarían una miniserie de dos episodios sobre la vida de María de Nazareth, y la de María Magdalena. Túnez habría sido el lugar escogido para recrear la Palestina de hace 2.000 años.
La producción (de dos episodios) se estrenó la Semana Santa del año 2012 por la cadena italiana Rai 1, pero estando rodada en inglés, y al no haber tiempo para doblarla al castellano, España tuvo qué esperar hasta la Semana Santa del año 2013 para poder emitirla por supuesto ya doblada en castellano por el canal español Telecinco. Según los responsables de la productora Lux Vide siempre han tenido en mente el proyecto de hacer una historia religiosa pero laica, ser fieles a la historia bíblica, pero realizarla también para los que no piensan como el relato bíblico, que el proyecto fuera universal. En Italia (por la Rai 1), el primer día de proyección, 1 de abril de 2012, tuvo una audiencia de 7,1 millones de espectadores [25,2% de share], mientras que el segundo día, 2 de abril, se hizo con 8,3 millones de televidentes [29,50% de share] mientras que en España (por Telecinco), el primer día de proyección, 29 de marzo de 2013, tuvo una audiencia de 1.436.000  espectadores (11,6% de share), mientras que el segundo día, 30 de marzo, se hizo con 1.311.000 de televidentes (11,6% de share).
Casualmente cuándo fue emitida por la Rai 1 en Italia, el Papa Benedicto XVI visionó la serie quien se mostró feliz, contento y pidió a la productora que siguiera haciendo cosas respetando al mundo.

## Sinopsis
Primera parte
Mientras Judea se encuentra bajo la opresión y la tiranía de Herodes, Joaquín y Ana, un matrimonio justo y devoto, deciden llevar a su pequeña hija María al templo. Allí es educada por el Sumo Sacerdote. Años después. El ambiente de Judea no ha cambiado, y la gente aun espera la llegada del mesías. Mientras un joven maestro carpintero llamado José (Luca Marinelli) confiesa sus sentimientos a María, quien es ahora una alegre y mística joven (Alissa Jung), pidiéndola en matrimonio, luego de haber pedido permiso a sus padres de cortejarla. Lo que ambos no esperaban es que María recibe una Anunciación. Un ángel le dice que ha sido la elegida para ser la madre del Mesías. Ella acepta la voluntad de Dios, mientras tanto, la amiga de María, Magdalena (Paz Vega) decide abandonar su casa y a su prometido Matías luego que su madre fuese lapidada acusada de adulterio. Bajo la mala influencia de Herodías (Antonia Liskova), Magdalena se entrega a los placeres mundanos convirtiéndose en cortesana el palacio de Herodes (Andrea Giordana)
María visita a su prima Isabel, quien milagrosamente pese a su avanzada edad, ha quedado encinta. Luego de pasar los últimos tres meses del embarazo de su prima, ella regresa con su evidente embarazo. José no logra comprender a María y decide anular el matrimonio sin acusación. Pero luego un ángel se le revela en sueños diciéndole que no debe temer en tomarla como esposa, ya que el niño era obra del Espíritu Santo, y que sería el Mesías. José iluminado en su humilde fe, decide cuidar de María. Los dos se casan, pero el censo les obliga a salir a Belén, la casa natal de José.
La belleza de Magdalena se convierte en el instrumento de los engaños de Herodías, quien la utiliza para acusar injustamente a Antípatro (Sergio Muñiz), hermano de su marido Arcano en una supuesta usurpación al trono.
María ya estando en Belén, da a luz al niño, a quien llama según la profecía Jesús. Aquí viene Jesús, los pastores y los magos lo adoran como el Mesías. Cuándo Herodes recibe la noticia del nacimiento del niño, instigado por Herodías, ordena la masacre de los niños inocentes. Mientras Magdalena encuentra consuelo en la soledad del palacio en los brazos de Joazar (Thomas Trabacchi); José, María y el niño huyeron a Egipto y vuelven a Nazaret tres años más tarde, tras la muerte sangrienta del soberano.
Segunda parte
Treinta años más tarde.
Herodes se ha dado cuenta de las intrigas de Herodías y antes de morir le cambió la voluntad que favorece el otro hijo, Herodes Antipas (Johannes Brandrup) pero la mujer no tiene escrúpulos para convertirse pronto el amante.
Ahora el hombre, Jesús (Andreas Pietschmann) comienza  su vida pública y, cumple con la petición de su madre, donde realiza su primer milagro en las bodas de Caná. Poco después, con la complicidad de Magdalena, Herodías logra mandar a arrestar a Juan el  Bautista (Marco Foschi), El profeta que había arremetido contra la corrupción de la corte. Juan señala a Jesús como el Mesías, pero muere a causa de los deseos de ciegos de Herodes Antipas que ha prometido la cabeza para Salomé, especialmente instigada por Herodías. Mientras tanto Jesús también con su predicación corre muchos riesgos y María es inducida por sus familiares sugerir una mayor cautela.
La culpa por la muerte de Juan abre en el corazón de Magdalena un resquicio de luz que la lleva a rechazar ese mundo de perdición... la Mujer escapa y vuelve a Nazaret, pero es acusada de adulterio a por Joazar quien llega a Galilea. Cuando van a lapidarla interviene Jesús y los acusadores se retiran. Para Magdalena se abre una nueva vida: ella totalmente agradecida con el Mesías unge sus pies con perfume y lágrimas, secándolos con sus cabellos.
María esta cada vez más afligida por los peligros que Jesús corre debido al odio que granjea de los sacerdotes. La muerte de Juan el Bautista precipita más su temor. Incluso María ruega a Dios sufrir el martirio en lugar de su hijo. Jesús sin embargo, sintiendo la angustia de su madre, la tranquiliza constantemente, instándole a que siempre mantenga su fe y amor a la humanidad.
Ahora el tiempo se ha acortado. Cuando Jesús entra en Jerusalén el comienzo de su pasión está cerca. Bajo la mirada de los fieles es sentenciado y frente a las dos mujeres que lo quisieron, Jesús es crucificado. A sus pies, María revive el momento de la anunciación, y así, cuando Magdalena va a la tumba es el primer testigo de la resurrección de Jesús, luego se presenta ante su madre, quien feliz de ver a su hijo nuevamente solo logra decir Heme aquí.

## Reparto
El reparto de la serie está compuesto por varios actores internacionales para evitar que el público se distraiga en el momento de reconocer alguno de ellos.  
- Alissa Jung como María.
- Paz Vega como María Magdalena.
- Andreas Pietschmann como Jesús.
- Luca Marinelli como José.
- Nikolai Kinski como Judas Iscariote.
- Antonia Liskova como Herodías.
- Roberto Citran como Joaquín.
- Andréa Giordana como Herodes I el Grande.
- Antonella Attilli como Ana.
- Thomas Trabacchi como Joazar.
- Johannes Brandrup como Herodes Antipas.
- Sergio Muñiz como Antípater.
- Remo Girone como Poncio Pilato.
- Marco Rulli como Juan el Apóstol.
- Toni Laudadio como Simón Pedro.
- Marco Foschi como Juan el Bautista.
- Marco Gambino como Caifás.
- Hichem Rostom como Eleazar.
- Yassine Ben Gamra como Matthias[1]

## Episodios
| N.º | Título                              | Dirigido por      | Escrito por       | Fecha de estreno   | Audiencia       |
| --- | ----------------------------------- | ----------------- | ----------------- | ------------------ | --------------- |
| 1   | «La Anunciación de María»           | Giacomo Campiotti | Giacomo Campiotti | 1 de abril de 2012 | 25,2% de share  |
| 2   | «El Bautismo y la Pasión de Cristo» | Giacomo Campiotti | Giocomo Campiotti | 2 de abril de 2012 | 29,50% de share |

## Montaje
Con guiones y dirigida por Giacomo Campiotti, Túnez ha sido el escenario elegido para recrear la Palestina de hace 2.000 años. La figurista italiana Enrica Biscossi ha sido la encargada de diseñar el estilismo de la serie.